# Хокуеј
Хокуеј (јап. 北栄町) је град у Јапану у префектури Тотори. 

## Географија
Граничи се са Котоуром на западу, Курајошијем на југу и Јурихамом према истоку.

## Становништво
Према подацима са пописа, у граду је 1. октобра 2016. године живело 14,718 становника, густина насељености је 260 становника/km² и површина је 57,15 km².

## Економија
Основни пољопривредни производи су лубеница, нагаимо, дуван, кнески лук, грожђе  и вино. Има девет турбина на ветар  дуж обале Јапанског мора.

## Спајања
Хокуеј је настао 1. октобра 2005. године, спајањем градова Хојо и Даиеј, оба из области Тохаку.

## Познати
- Гошо Аојама - Рођен је у вароши Даиеј. Познати манга уметник. У 2007. години, основан је музеј посвећен серији, која се зове Гошо Аојама манга фабрика, у свом родном граду.